# バレエ・ブラン

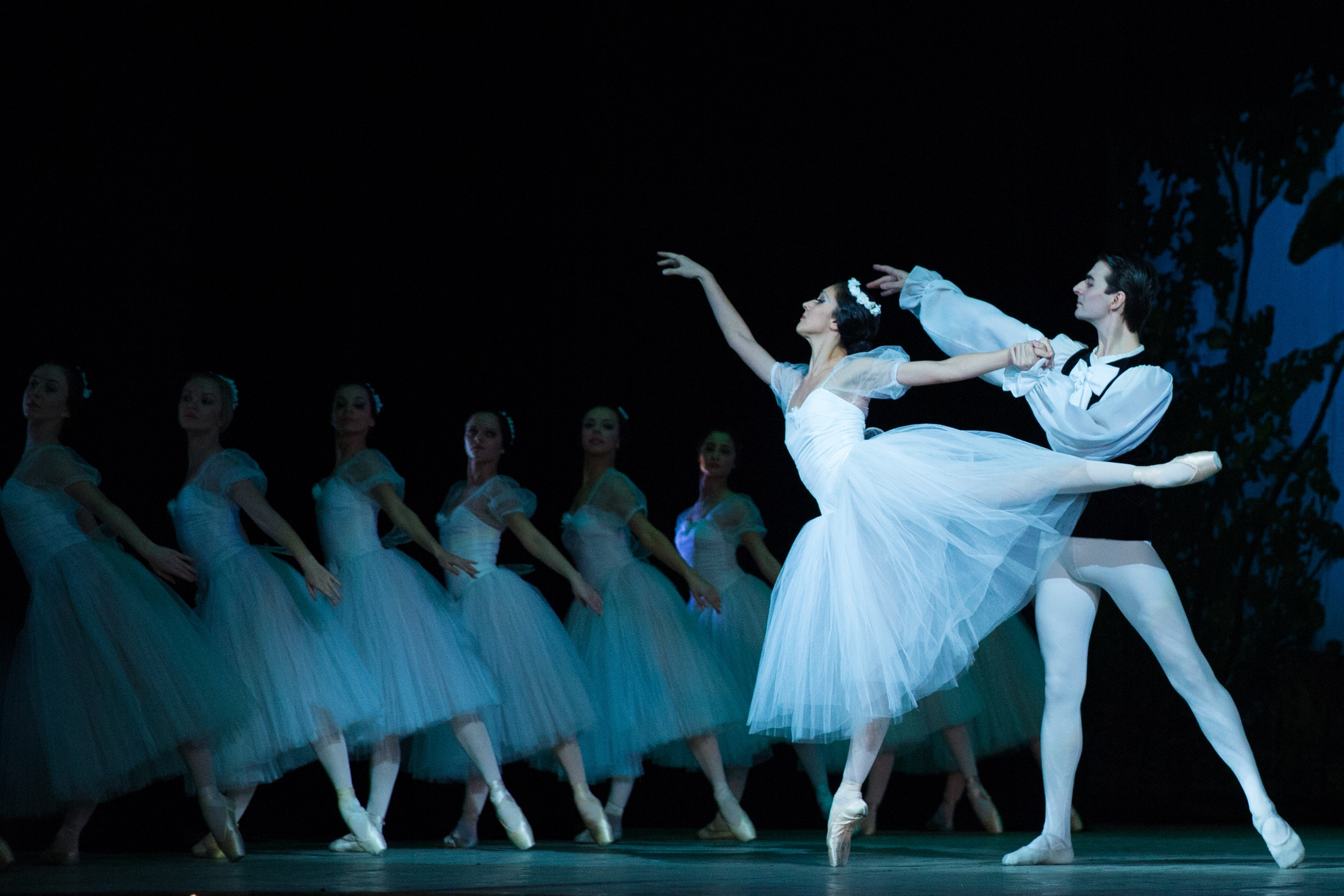
レ・シルフィードの一場面、女性ダンサーは全員白いロマンティック・チュチュを着用している。

バレエ・ブラン（仏: Ballet blanc）は、古典バレエにおいて女性ダンサーたちが白いコスチュームを着用して踊る作品及びその場面を指す用語である。初出は1832年の『ラ・シルフィード』とされ、ロマン主義時代に作られた多くのリトグラフにバレエ・ブランの場面が残された。バレエ・ブランの有名な例として、『ジゼル』第2幕、『白鳥の湖』第2幕と4幕（湖畔の場面）、『ラ・バヤデール』の『影の王国』などが挙げられる。

## 定義
日本語に直訳すると「白いバレエ」という意味である。古典バレエにおいて女性ダンサーたちが白いコスチュームで踊る作品及びその場面を指す用語で、純粋で正統的なバレエの形式といわれる。
バレエ・ブランの初出は、1832年初演の『ラ・シルフィード』（ジャン・シュネゾフェール作曲、フィリッポ・タリオーニ振付）とされる。前年のオペラ『悪魔のロベール』（ジャコモ・マイアベーア作曲）内のバレエシーン「死んだ尼僧たちの踊り」で好評を博したフィリッポが、引き続き娘のマリーを起用して振り付けたこの作品は、マリー自身の妙技はもとより、導入されたばかりのガス灯による神秘的な照明や超自然的な存在として揃いの白いコスチュームをまとった女性ダンサーたちの姿がかもしだす効果によってさらなる好評を得た。マリーはロマン主義時代の大スターとなり、多くのリトグラフにバレエ・ブランの場面が残された。
バレエ・ブランは非現実的な世界（妖精や精霊、夢の中など）を表現するのに適した形式で、『ラ・シルフィード』を始め『ジゼル』（アドルフ・アダン作曲、ジャン・コラーリ、ジュール・ペロー振付）第2幕、『白鳥の湖』（ピョートル・チャイコフスキー作曲、レフ・イワーノフ振付）第2幕と4幕（湖畔の場面）、『ラ・バヤデール』（レオン・ミンクス作曲、マリウス・プティパ振付）の『影の王国』などが有名な例として挙げられる。
ミハイル・フォーキンの『レ・シルフィード』（フレデリック・ショパン作曲、アレクサンドル・グラズノフ他編曲）は20世紀の作品で特定の筋を持たないが、女性ダンサーたちが白いロマンティック・チュチュを着用するなどの表現の引用により、バレエ・ブランへのオマージュとなっている。